# Condado de Treutlen
O Condado de Treutlen é um dos 159 condados do Estado americano de Geórgia. A sede do condado é Soperton, e sua maior cidade é Soperton. O condado possui uma área de 524 km², uma população de 6 854 habitantes, e uma densidade populacional de 13 hab/km² (segundo o censo nacional de 2000). O condado foi fundado em 21 de agosto de 1917.